# 迪克·麦格林
迪克·麦格林（英語：Dick McGlynn，全名：Richard Anthony McGlynn，1948年7月19日—），美国男子冰球运动员，场上位置是后卫。他曾代表美国国家队参加1972年冬季奥林匹克运动会冰球比赛，获得一枚银牌。